# روبرت كارني
روبرت كارني (بالإنجليزية: Robert Carney)‏ (مواليد 19 ديسمبر 1947) هو ملاكم أسترالي، مثّل بلاده في الألعاب الأولمبية الصيفية 1968.

## روابط خارجية
روبرت كارني على موقع اللجنة الأولمبية الدولية (الإنجليزية)
- روبرت كارني على موقع أوليمبيديا (الإنجليزية)
- روبرت كارني على موقع اللجنة الأولمبية الأسترالية (الإنجليزية)